# Campeonato Argentino de Mayores 2014
El Campeonato Argentino de Mayores de 2013 fue la septuagésima edición del torneo de uniones regionales organizado por la Unión Argentina de Rugby. El torneo se llevó a cabo principalmente entre el 25 de octubre y el 29 de noviembre de 2014. La tercera división del torneo, la Zona Desarrollo (Súper 9), se disputó con anterioridad entre el 28 y 30 de marzo del mismo año.
Debido al cambio de formato, la Zona Campeonato se redujo de ocho a seis participantes y se resolvió a través del sistema de todos contra todos. La Unión de Rugby de Tucumán consiguió su undécimo campeonato, el segundo de forma consecutiva, producto de cuatro victorias y una derrota. La consagración se dio en la última fecha en las instalaciones del Tucumán Lawn Tennis Club cuando la Naranja cayó 38-34 frente a la Unión de Rugby de Buenos Aires, pero consiguiendo un punto bonus defensivo que les permitió empatar en puntos con la Unión Cordobesa de Rugby y consagrarse gracias al resultado dado entre sí (Tucumán venció 23-10 a los Dogos en la segunda fecha).
La Zona Desarrollo Súper 9 fue ganada por la Unión de Rugby de Misiones, pero debido a la inclusión indebida de un jugador inhabilitado, los Tucanes fueron posteriormente sancionados por la Unión Argentina de Rugby y descalificados del torneo. A consecuencia de esto, el campeonato fue otorgado al siguiente equipo en la tabla general, URBA Desarrollo, y la clasificación a la Zona Ascenso quedó en manos de la Unión de Rugby del Oeste de Buenos Aires.
Se disputó también durante esta temporada el Campeonato Argentino M21 de forma paralela para los equipos de la Zona Campeonato, usando sus encuentros como partidos preliminares. Resultó campeón el seleccionado de la Unión Cordobesa de Rugby.

## Equipos participantes
Disputaron esta edición veintiséis seleccionados: seis en la Zona Campeonato, diez en la Zona Ascenso y diez en la Zona Desarrollo (Súper 9).
| División                             | Equipo              | Unión                                                |
| ------------------------------------ | ------------------- | ---------------------------------------------------- |
| Zona Campeonato 6 equipos            | Alto Valle          | Unión de Rugby del Alto Valle de Río Negro y Neuquén |
| Zona Campeonato 6 equipos            | Buenos Aires        | Unión de Rugby de Buenos Aires                       |
| Zona Campeonato 6 equipos            | Córdoba             | Unión Cordobesa de Rugby                             |
| Zona Campeonato 6 equipos            | Rosario             | Unión de Rugby de Rosario                            |
| Zona Campeonato 6 equipos            | Salta               | Unión de Rugby de Salta                              |
| Zona Campeonato 6 equipos            | Tucumán             | Unión de Rugby de Tucumán                            |
| Zona Ascenso 10 equipos              | Chubut              | Unión de Rugby del Valle del Chubut                  |
| Zona Ascenso 10 equipos              | Cuyo                | Unión de Rugby de Cuyo                               |
| Zona Ascenso 10 equipos              | Entre Ríos          | Unión Entrerriana de Rugby                           |
| Zona Ascenso 10 equipos              | Lagos del Sur       | Unión de Rugby de los Lagos del Sur                  |
| Zona Ascenso 10 equipos              | Mar del Plata       | Unión de Rugby de Mar del Plata                      |
| Zona Ascenso 10 equipos              | Nordeste            | Unión de Rugby del Nordeste                          |
| Zona Ascenso 10 equipos              | San Juan            | Unión Sanjuanina de Rugby                            |
| Zona Ascenso 10 equipos              | Santa Fe            | Unión Santafesina de Rugby                           |
| Zona Ascenso 10 equipos              | Santiago del Estero | Unión Santiagueña de Rugby                           |
| Zona Ascenso 10 equipos              | Sur                 | Unión de Rugby del Sur                               |
| Súper 9 (Zona Desarrollo) 10 equipos | Andina              | Unión Andina de Rugby                                |
| Súper 9 (Zona Desarrollo) 10 equipos | Austral             | Unión de Rugby Austral                               |
| Súper 9 (Zona Desarrollo) 10 equipos | Córdoba Desarrollo  | Unión Cordobesa de Rugby                             |
| Súper 9 (Zona Desarrollo) 10 equipos | Formosa             | Unión de Rugby de Formosa                            |
| Súper 9 (Zona Desarrollo) 10 equipos | Jujuy               | Unión Jujeña de Rugby                                |
| Súper 9 (Zona Desarrollo) 10 equipos | Misiones            | Unión de Rugby de Misiones                           |
| Súper 9 (Zona Desarrollo) 10 equipos | Oeste               | Unión de Rugby del Oeste de Buenos Aires             |
| Súper 9 (Zona Desarrollo) 10 equipos | San Luis            | Unión de Rugby San Luis                              |
| Súper 9 (Zona Desarrollo) 10 equipos | Tierra del Fuego    | Unión de Rugby de Tierra del Fuego                   |
| Súper 9 (Zona Desarrollo) 10 equipos | URBA Desarrollo     | Unión de Rugby de Buenos Aires                       |

Al igual que en la temporada 2012, la Unión de Rugby de Buenos Aires participó de la Zona Desarrollo a través de un seleccionado invitado (URBA Desarrollo) con el objetivo de fomentar el desarrollo y la competitividad. Un seleccionado cordobés (Córdoba Desarrollo) también fue invitado a participar en esta zona en reemplazo de la Unión Santacruceña de Rugby.

## Formato
Zona Campeonato
En la Zona Campeonato participan seis (6) uniones, las cuales se enfrentan, en un mismo grupo, todos contra todos a una rueda. Al finalizar, el líder de la tabla de posiciones final se alza con el título.
Los participantes se agrupan en una tabla general teniendo en cuenta los resultados de los partidos mediante un sistema de puntuación, la cual se reparte: 4 puntos por victoria; 2 puntos por empate; y 0 puntos por derrota. También se otorga punto bonus, ofensivo y defensivo. El punto bonus ofensivo se obtiene al marcar una diferencia de tres (3) tries anotados respecto a los marcados por su rival. El punto bonus defensivo se obtiene al perder por una diferencia de hasta siete (7) puntos.
Zona Ascenso
En la Zona Ascenso los diez (10) participantes se ordenan en dos (2) grupos de cinco (5) participantes cada uno, donde se enfrentan con sus rivales de grupo todos contra todos. Al finalizar las cinco fechas, los dos primeros de cada grupo acceden a una final por el ascenso.
Los participantes se agrupan en una tabla general teniendo en cuenta los resultados de los partidos mediante un sistema de puntuación, la cual se reparte: 4 puntos por victoria; 2 puntos por empate; y 0 puntos por derrota. También se otorga punto bonus, ofensivo y defensivo. El punto bonus ofensivo se obtiene al marcar cuatro (4) o más tries. El punto bonus defensivo se obtiene al perder por una diferencia de hasta siete (7) puntos.
Zona Desarrollo (Súper 9)
Los diez equipos fueron divididos en dos zonas de cinco equipos cada una que se resolvieron a través del sistema de todos contra todos a una sola ronda. Se otorgaron 4 puntos por partido ganado, 2 por partido empatado y 0 por partido perdido. Se otorgaron también 1 punto bonus ofensivo en el caso de marcar cuatro tries o más y 1 punto bonus defensivo por perder por siete puntos de diferencia o menos.
Todos los equipos formaron parte en una tabla general con los puntos obtenidos en sus respectivas zonas. El equipo mejor clasificado en la tabla general es considerado el campeón del torneo. El ascenso a la Zona Ascenso del Campeonato Argentino de Mayores de la siguiente temporada se otorgó a través de una final disputada entre el mejor clasificado de cada zona sin incluir a los equipos invitados (URBA Desarrollo y Córdoba Desarrollo).

## Zona Campeonato
| Pos. | Equipo       | Encuentros | Encuentros | Encuentros | Encuentros | Tantos | Tantos | Tantos | Bonus | Bonus | Puntos |
| Pos. | Equipo       | PJ         | PG         | PE         | PP         | F      | C      | Dif    | BO    | BD    | Puntos |
| ---- | ------------ | ---------- | ---------- | ---------- | ---------- | ------ | ------ | ------ | ----- | ----- | ------ |
| 1.°  | Tucumán      | 5          | 4          | 0          | 1          | 194    | 99     | +95    | 1     | 1     | 18     |
| 2.°  | Córdoba      | 5          | 4          | 0          | 1          | 148    | 114    | +34    | 2     |       | 18     |
| 3.°  | Rosario      | 5          | 3          | 0          | 2          | 160    | 135    | +25    | 1     | 2     | 15     |
| 4.°  | Buenos Aires | 5          | 3          | 0          | 2          | 129    | 111    | +18    | 1     | 2     | 15     |
| 5.°  | Salta        | 5          | 1          | 0          | 4          | 125    | 156    | -31    | 1     |       | 4      |
| 6.°  | Alto Valle   | 5          | 0          | 0          | 5          | 66     | 210    | -144   |       |       | 0      |

|  | Campeón                       |
|  | Desciende a Zona Ascenso 2015 |

Primera fecha
| 1 de noviembre | Buenos Aires | 19 - 11 | Salta | CASI, San Isidro                 |                                  |
|                |              | Reporte |       | Árbitro(s): Jason Mola (Córdoba) | Árbitro(s): Jason Mola (Córdoba) |

| 1 de noviembre | Tucumán | 78 - 3  | Alto Valle | La Caldera del Parque, Tucumán Lawn Tennis, Tucumán |                                               |
|                |         | Reporte |            | Árbitro(s): Francisco Pastrana (Buenos Aires)       | Árbitro(s): Francisco Pastrana (Buenos Aires) |

| 1 de noviembre | Rosario | 20 - 22 | Córdoba | Jockey Club, Rosario                        |                                             |
|                |         | Reporte |         | Árbitro(s): Federico Anselmi (Buenos Aires) | Árbitro(s): Federico Anselmi (Buenos Aires) |

Segunda fecha
| 8 de noviembre | Buenos Aires | 32 - 33 | Rosario | CASI, San Isidro                         |                                          |
|                |              | Reporte |         | Árbitro(s): Santiago Altobelli (Tucumán) | Árbitro(s): Santiago Altobelli (Tucumán) |

| 8 de noviembre | Córdoba | 14 - 23 | Tucumán | Club La Tablada, Córdoba             |                                      |
|                |         | Reporte |         | Árbitro(s): Juan Sylvestre (Rosario) | Árbitro(s): Juan Sylvestre (Rosario) |

| 8 de noviembre | Alto Valle | 17 - 32 | Salta | Neuquén Rugby Club, Neuquén        |                                    |
|                |            | Reporte |       | Árbitro(s): Claudio Antonio (Cuyo) | Árbitro(s): Claudio Antonio (Cuyo) |

Tercera fecha
| 15 de noviembre | Alto Valle | 6 - 20  | Buenos Aires | Marabunta Rugby Club, Cipolletti         |                                          |
|                 |            | Reporte |              | Árbitro(s): Santiago Altobelli (Tucumán) | Árbitro(s): Santiago Altobelli (Tucumán) |

| 15 de noviembre | Salta | 37 - 51 | Córdoba | Jockey Club, Salta                            |                                               |
|                 |       | Reporte |         | Árbitro(s): Francisco Pastrana (Buenos Aires) | Árbitro(s): Francisco Pastrana (Buenos Aires) |

| 15 de noviembre | Tucumán | 27 - 24 | Rosario | Tucumán Lawn Tennis, Tucumán                  |                                               |
|                 |         | Reporte |         | Árbitro(s): Gustavo Tomanovich (Buenos Aires) | Árbitro(s): Gustavo Tomanovich (Buenos Aires) |

Cuarta fecha
| 23 de noviembre | Buenos Aires | 20 - 27 | Córdoba | Hindú Club, Don Torcuato             |                                      |
|                 |              | Reporte |         | Árbitro(s): Juan Sylvestre (Rosario) | Árbitro(s): Juan Sylvestre (Rosario) |

| 23 de noviembre | Rosario | 46 - 26 | Alto Valle | Old Resian Club, Rosario                 |                                          |
|                 |         | Reporte |            | Árbitro(s): Santiago Altobelli (Tucumán) | Árbitro(s): Santiago Altobelli (Tucumán) |

| 23 de noviembre | Salta | 20 - 32 | Tucumán | Jockey Club, Salta                            |                                               |
|                 |       | Reporte |         | Árbitro(s): Francisco Pastrana (Buenos Aires) | Árbitro(s): Francisco Pastrana (Buenos Aires) |

Quinta fecha
| 29 de noviembre | Tucumán | 34 - 38 | Buenos Aires | Tucumán Lawn Tennis, Tucumán         |                                      |
|                 |         | Reporte |              | Árbitro(s): Juan Sylvestre (Rosario) | Árbitro(s): Juan Sylvestre (Rosario) |

| 29 de noviembre | Rosario | 37 - 28 | Salta | Jockey Club, Rosario                     |                                          |
|                 |         | Reporte |       | Árbitro(s): Santiago Altobelli (Tucumán) | Árbitro(s): Santiago Altobelli (Tucumán) |

| 29 de noviembre | Córdoba | 34 - 14 | Alto Valle | Club La Tablada, Córdoba           |                                    |
|                 |         | Reporte |            | Árbitro(s): Claudio Antonio (Cuyo) | Árbitro(s): Claudio Antonio (Cuyo) |

| Bandera de la Provincia de Tucumán |
| Tucumán Campeón                    |
| Undécimo título                    |

## Zona Ascenso

### Zona 1
| Pos. | Equipo        | Encuentros | Encuentros | Encuentros | Encuentros | Tantos | Tantos | Tantos | Bonus | Bonus | Puntos |
| Pos. | Equipo        | PJ         | PG         | PE         | PP         | F      | C      | Dif    | BO    | BD    | Puntos |
| ---- | ------------- | ---------- | ---------- | ---------- | ---------- | ------ | ------ | ------ | ----- | ----- | ------ |
| 1.°  | Cuyo          | 4          | 4          | 0          | 0          | 139    | 58     | +81    | 2     |       | 18     |
| 2.°  | Entre Ríos    | 4          | 3          | 0          | 1          | 99     | 62     | +37    | 1     |       | 13     |
| 3.°  | Mar del Plata | 4          | 2          | 0          | 2          | 178    | 54     | +124   | 2     | 2     | 12     |
| 4.°  | San Juan      | 4          | 1          | 0          | 3          | 85     | 202    | -117   | 1     |       | 5      |
| 5.°  | Chubut        | 4          | 0          | 0          | 4          | 60     | 185    | -125   | 1     |       | 1      |

|  | Clasificado a la final.           |
|  | Disputa final por la permanencia. |

Primera fecha
| 25 de octubre | Cuyo | 59 - 19 | San Juan | Marista Rugby Club, Luján de Cuyo |                                  |
|               |      | Reporte |          | Árbitro(s): Jason Mola (Córdoba)  | Árbitro(s): Jason Mola (Córdoba) |

| 25 de octubre | Chubut | 13 - 77 | Mar del Plata | Bigornia Club, Rawson                 |                                       |
|               |        | Reporte |               | Árbitro(s): Federico Fioravanti (Sur) | Árbitro(s): Federico Fioravanti (Sur) |

Segunda fecha
| 1 de noviembre | Entre Ríos | 25 - 3  | Chubut | Club Tilcara, Paraná               |                                    |
|                |            | Reporte |        | Árbitro(s): Mauro Rivera (Rosario) | Árbitro(s): Mauro Rivera (Rosario) |

| 1 de noviembre | Mar del Plata | 70 - 3  | San Juan | IPR Sporting Club, Mar del Plata         |                                          |
|                |               | Reporte |          | Árbitro(s): Matías Fresia (Buenos Aires) | Árbitro(s): Matías Fresia (Buenos Aires) |

Tercera fecha
| 8 de noviembre | Chubut | 13 - 41 | Cuyo | Trelew Rugby Club, Trelew              |                                        |
|                |        | Reporte |      | Árbitro(s): Ramiro García Gamero (Sur) | Árbitro(s): Ramiro García Gamero (Sur) |

| 8 de noviembre | Entre Ríos | 20 - 17 | Mar del Plata | CA Estudiantes, Paraná               |                                      |
|                |            | Reporte |               | Árbitro(s): Diego Colussi (Nordeste) | Árbitro(s): Diego Colussi (Nordeste) |

Cuarta fecha
| 15 de noviembre | Cuyo | 21 - 12 | Entre Ríos | Marista Rugby Club, Luján de Cuyo             |                                               |
|                 |      | Reporte |            | Árbitro(s): Sebastián Figueroa (Buenos Aires) | Árbitro(s): Sebastián Figueroa (Buenos Aires) |

| 15 de noviembre | San Juan | 42 - 31 | Chubut | UNSJ, San Juan                           |                                          |
|                 |          | Reporte |        | Árbitro(s): Matías Fresia (Buenos Aires) | Árbitro(s): Matías Fresia (Buenos Aires) |

Quinta fecha
| 23 de noviembre | Mar del Plata | 14 - 18 | Cuyo | Universitario MDP, Mar del Plata              |                                               |
|                 |               | Reporte |      | Árbitro(s): Gustavo Tomanovich (Buenos Aires) | Árbitro(s): Gustavo Tomanovich (Buenos Aires) |

| 23 de noviembre | San Juan | 21 - 42 | Entre Ríos | UNSJ, San Juan                     |                                    |
|                 |          | Reporte |            | Árbitro(s): Claudio Antonio (Cuyo) | Árbitro(s): Claudio Antonio (Cuyo) |

### Zona 2
| Pos. | Equipo              | Encuentros | Encuentros | Encuentros | Encuentros | Tantos | Tantos | Tantos | Bonus | Bonus | Puntos |
| Pos. | Equipo              | PJ         | PG         | PE         | PP         | F      | C      | Dif    | BO    | BD    | Puntos |
| ---- | ------------------- | ---------- | ---------- | ---------- | ---------- | ------ | ------ | ------ | ----- | ----- | ------ |
| 1.°  | Santa Fe            | 4          | 4          | 0          | 0          | 103    | 49     | +54    | 3     |       | 19     |
| 2.°  | Santiago del Estero | 4          | 3          | 0          | 1          | 99     | 71     | +28    | 2     | 1     | 15     |
| 3.°  | Nordeste            | 4          | 2          | 0          | 2          | 115    | 62     | +53    | 2     | 1     | 11     |
| 4.°  | Sur                 | 4          | 1          | 0          | 3          | 56     | 120    | -65    |       | 1     | 5      |
| 5.°  | Lagos del Sur       | 4          | 0          | 0          | 4          | 49     | 120    | -71    |       | 1     | 1      |

|  | Clasificado a la final.           |
|  | Disputa final por la permanencia. |

Primera fecha
| 25 de octubre | Nordeste | 10 - 14 | Santiago del Estero | Aranduroga RC, Corrientes          |                                    |
|               |          | Reporte |                     | Árbitro(s): Carlos Poggi (Rosario) | Árbitro(s): Carlos Poggi (Rosario) |

| 25 de octubre | Lagos del Sur | 14 - 45 | Santa Fe | Club Los Pehuenes, Bariloche                  |                                               |
|               |               | Reporte |          | Árbitro(s): Gustavo Tomanovich (Buenos Aires) | Árbitro(s): Gustavo Tomanovich (Buenos Aires) |

Segunda fecha
| 1 de noviembre | Sur | 11 - 5  | Lagos del Sur | Club Argentino, Bahía Blanca       |                                    |
|                |     | Reporte |               | Árbitro(s): Claudio Antonio (Cuyo) | Árbitro(s): Claudio Antonio (Cuyo) |

| 1 de noviembre | Santa Fe | 20 - 17 | Santiago del Estero | Santa Fe Rugby Club, Santa Fe                   |                                                 |
|                |          | Reporte |                     | Árbitro(s): Ignacio Iparraguirre (Buenos Aires) | Árbitro(s): Ignacio Iparraguirre (Buenos Aires) |

Tercera fecha
| 8 de noviembre | Lagos del Sur | 20 - 39 | Nordeste | Club La Tablada, Córdoba                      |                                               |
|                |               | Reporte |          | Árbitro(s): Sebastián Figueroa (Buenos Aires) | Árbitro(s): Sebastián Figueroa (Buenos Aires) |

| 8 de noviembre | Sur | 11 - 13 | Santa Fe | Sociedad Sportiva, Bahía Blanca       |                                       |
|                |     | Reporte |          | Árbitro(s): Victor Riera (Alto Valle) | Árbitro(s): Victor Riera (Alto Valle) |

Cuarta fecha
| 13 de noviembre | Santiago del Estero | 25 - 10 | Lagos del Sur | Santiago Lawn Tennis, Santiago del Estero |                                        |
|                 |                     | Reporte |               | Árbitro(s): Álvaro Del Barco (Tucumán)    | Árbitro(s): Álvaro Del Barco (Tucumán) |

| 15 de noviembre | Nordeste | 59 - 3  | Sur | CURNE, Resistencia               |                                  |
|                 |          | Reporte |     | Árbitro(s): Jason Mola (Córdoba) | Árbitro(s): Jason Mola (Córdoba) |

Quinta fecha
| 23 de noviembre | Santa Fe | 25 - 7  | Nordeste | Universitario SF, Santa Fe            |                                       |
|                 |          | Reporte |          | Árbitro(s): Federico Fioravanti (Sur) | Árbitro(s): Federico Fioravanti (Sur) |

| 23 de noviembre | Santiago del Estero | 43 - 31 | Sur | Old Lions RC, Santiago del Estero    |                                      |
|                 |                     | Reporte |     | Árbitro(s): Sebastián Colman (Salta) | Árbitro(s): Sebastián Colman (Salta) |

### Final por la permanencia
| 29 de noviembre | Lagos del Sur | 10 - 7  | Chubut | Club Los Pehuenes, Bariloche                  |                                               |
|                 |               | Reporte |        | Árbitro(s): Gustavo Tomanovich (Buenos Aires) | Árbitro(s): Gustavo Tomanovich (Buenos Aires) |

### Final por el ascenso
| 29 de noviembre | Cuyo | 49 - 3  | Santa Fe | Marista Rugby Club, Luján de Cuyo             |                                               |
|                 |      | Reporte |          | Árbitro(s): Francisco Pastrana (Buenos Aires) | Árbitro(s): Francisco Pastrana (Buenos Aires) |

| Bandera de la Provincia de Mendoza |
| Cuyo Campeón Zona Ascenso          |

## Zona Desarrollo (Súper 9)
Debido a la inclusión indebida de un jugador inhabilitado, la Unión de Rugby de Misiones fue sancionada por la Unión Argentina de Rugby y descalificada del torneo. A consecuencia de esto, el segundo equipo en la tabla general, URBA Desarrollo, se quedó con el campeonato, mientras que la clasificación a la Zona Ascenso quedó en manos del perdedor de la final por el ascenso, la Unión de Rugby del Oeste de Buenos Aires.
| 1.°  | URBA Desarrollo          | 3 | 0 | 1 | 202 | 37  | +165 | 16 |
| 2.°  | Oeste                    | 3 | 0 | 1 | 35  | 8   | +27  | 13 |
| 3.°  | Andina                   | 2 | 0 | 2 | 106 | 54  | +52  | 11 |
| 4.°  | Tierra del Fuego         | 2 | 0 | 2 | 44  | 25  | +19  |    |
| 5.°  | Córdoba Desarrollo       | 2 | 0 | 2 | 40  | 35  | +5   | 10 |
| 6.°  | Austral                  | 2 | 0 | 2 | 25  | 37  | -12  | 8  |
| 7.°  | Formosa                  | 1 | 0 | 3 | 34  | 163 | -129 |    |
| 8.°  | San Luis                 | 1 | 0 | 3 | 22  | 61  | -39  | 4  |
| 9.°  | Jujuy                    | 0 | 0 | 4 | 0   | 175 | -175 | 0  |
| 10.° | Misiones (descalificado) | 4 | 0 | 0 | 99  | 12  | +87  | 18 |

|  | Campeón Zona Desarrollo (Súper 9) |
|  | Asciende a Zona Ascenso 2015.     |

|                                 |
| URBA Desarrollo Campeón Súper 9 |
| Primer título                   |